# Ceesepe
Carlos Sánchez Pérez (Madrid, 7 de maig de 1958 - Madrid, 7 de setembre de 2018) va ser un pintor i il·lustrador i dibuixant de còmics espanyol. El seu nom artístic Ceesepe és un acrònim derivat d'escriure les inicials del seu nom i cognoms (C=ce, S=esa, P=pe; Ceesepe). Autor prolífic, especialment en dibuixos i collages, va tenir influències del pop art britànic, d'autors com Peter Phillips. És considerat un dels protagonistes de la Movida madrileña.

## Biografia
Carlos Sánchez Pérez neix a Madrid el 1958. S'inicia al món del còmic underground a mitjan 70, entrant en contacte amb una sèrie de dibuixants barcelonins com Max, Nazario o Javier Mariscal, amb els quals treballa a la ciutat comtal fins a 1979. Publica la seva sèrie Slober en les revistes Star i Bésame mucho. Realitza també el cartell per Pepi, Luci, Bom y otras chicas del montón (1980), una pel·lícula de Pedro Almodóvar.
En 1982, la Universitat Internacional Menéndez Pelayo exhibeix una mostra de la seva obra. Dos anys després, es converteix en un dels autors més venuts d'ARCO 84. Per contra, una de les seves historietes, carregada d'al·lusions polítiques (Blas Piñar, Franco, Marx, Mao), dona peu a que Alianza Popular ataqui de forma ferotge la revista on s'ha publicat, Madriz, així com a l'Ajuntament de Madrid, que la subvenciona.
Després de l'abandó del còmic, es dedica fonamentalment a la pintura, exposant en llocs com Amsterdam, París, Ginebra, Bali, Nova York o Madrid. També ha realitzat més cartells, com el de la pel·lícula La ley del deseo (1987), d'Almodóvar. La seva obra ha estat recollida a llibres com Dibujos (1982), Barcelona By Night (1982), Paris-Madrid (1985), El difícil arte de mentir (1986), Libro blanco (1990) o Ars morundi (1990).
L'abril de 2011 el Consell de Ministres d'Espanya li va atorgar la Medalla d'Or al Mèrit en les Belles Arts.